# Ralph Morgan

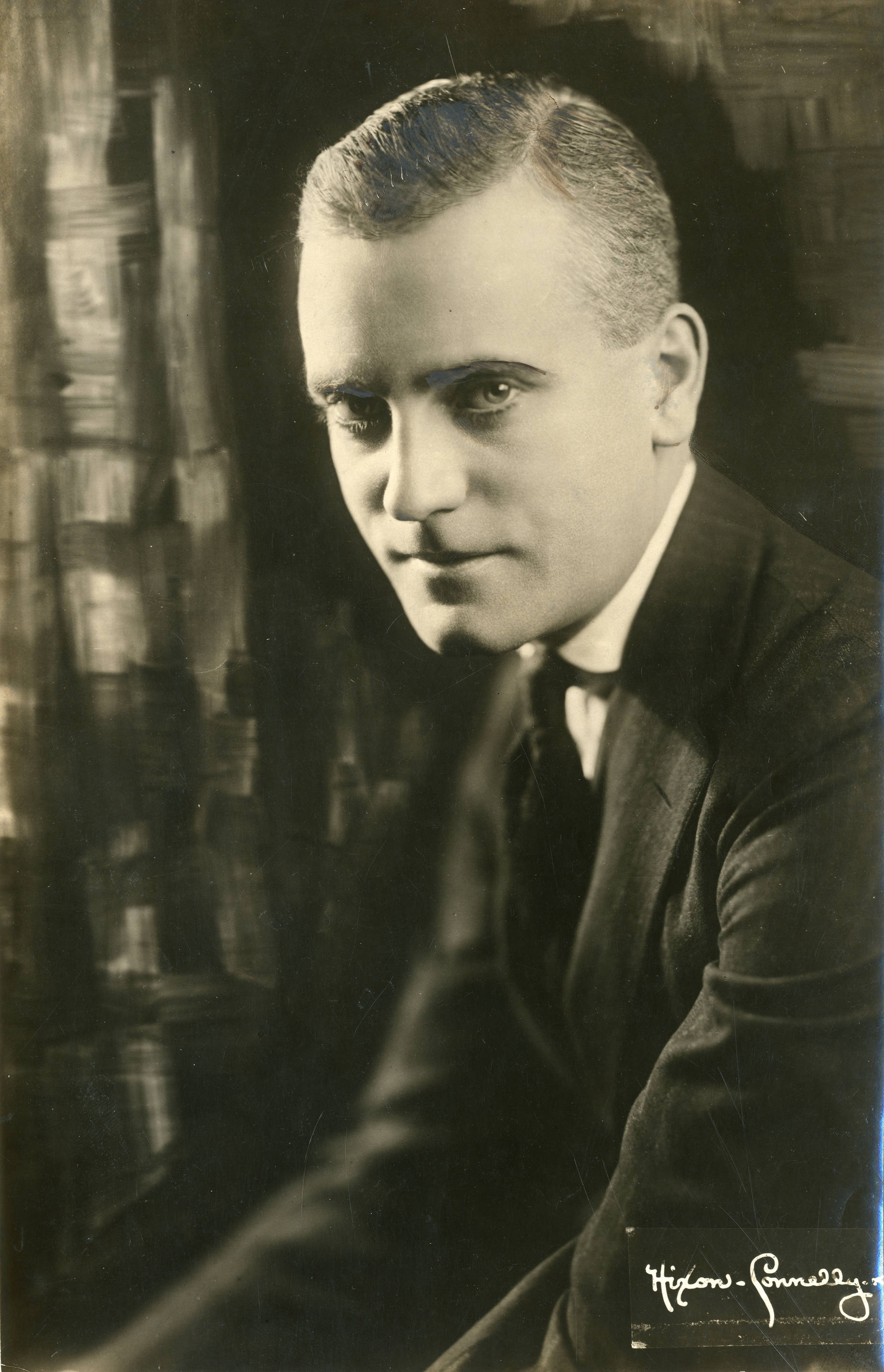
Ralph Morgan (1918)

Ralph Morgan (* 6. Juli 1883 in New York City, New York; † 11. Juni 1956 ebenda; gebürtig Raphael Kuhner Wuppermann) war ein US-amerikanischer Film- und Theaterschauspieler.

## Leben
Ralph Morgans Eltern George Diogracia Wuppertal (1838–1915) und Josephina Wright Wupperman (1851–1936)  waren New Yorker Kaufleute, die sich auf den Vertrieb von Angostura-Likör spezialisiert hatte. Ralph Morgan hatte fünf Brüder und fünf Schwestern, von denen jedoch drei im Kleinkindalter starben. Sein jüngerer Bruder Frank Morgan wurde später ebenfalls ein bekannter Schauspieler. Ralph Morgan absolvierte zunächst die Columbia University, an der er einen Abschluss in Rechtswissenschaft erlangte, ehe er Schauspieler wurde.
Im März 1909 debütierte er in The Bachelor von Clyde Fitch am Broadway und legte auf diese Weise den Grundstein für seine Karriere. Er galt insbesondere in den 1910er- und 1920er-Jahren als ein sehr prominenter Bühnenschauspieler mit vielen Hauptrollen. Sein wohl erfolgreichstes Engagement war seine Rolle im Stück Lightnin’ des Autorenpaares Winchell Smith und Frank Bacon, in dem Morgan zwischen August 1918 und August 1921 in nicht weniger als 1291 Vorstellungen die Hauptrolle verkörperte. Einen weiteren Bühnenerfolg hatte er Ende der 1920er-Jahre in Eugene O’Neills Stück Seltsames Zwischenspiel. Insgesamt wirkte er bis zum Jahr 1952 an mehr als zwei Dutzend Broadway-Produktionen mit.
Morgan war aber auch als Filmschauspieler tätig, der ab 1915 für insgesamt über 100 Spielfilme vor die Kamera trat. Im Stummfilmkino hatte er mehrere Hauptrollen, im Tonfilm der 1930er und 1940er war er – inzwischen im gesetzteren Alter – aber hauptsächlich Nebendarsteller. 1933 hatte er an der Seite von Spencer Tracy eine Rolle in The Power and the Glory. Einer seiner bekanntesten Filme war das Drama Das Leben des Emile Zola aus dem Jahr 1937, der mit drei Oscars ausgezeichnet wurde. Bereits 1933 hatte Morgan an der Seite von Spencer Tracy eine Rolle in The Power and the Glory. Ein weiterer bekannter Film, in dem Morgan zu sehen war, war Hitler’s Madman, in dem das Attentat auf Reinhard Heydrich thematisiert wurde. Bis zu seinem letzten Film Gold Fever im Jahr 1952 blieb Morgan ein gut beschäftigter Nebendarsteller in Hollywood und absolvierte gegen Ende seiner Karriere auch noch ein paar Auftritte im neuen Medium Fernsehen.
Im Jahr 1933 war Morgan maßgeblich an der Gründung der Screen Actors Guild (SAG), der Schauspielergewerkschaft Hollywoods, beteiligt, deren erster Präsident er im selben Jahr auch kurzzeitig wurde. 1938 wurde er erneut zum Präsidenten gewählt, und bekleidete das Amt bis 1940. Im selben Jahr wurde Morgan für seine Verdienste in der SAG mit einem Ehrenoscar ausgezeichnet.
Ralph Morgan war mit der Schauspielerin Grace Arnold verheiratet; 1911 wurde er zum einzigen Mal Vater. Seine Tochter Claudia Morgan wurde später ebenfalls Schauspielerin. Ralph Morgan starb im Alter von 72 Jahren in New York. Heute erinnert ein Stern auf dem Hollywood Walk of Fame an ihn.

## Filmografie (Auswahl)
- 1914: Seeds of Jealousy (Kurzfilm)
- 1915: The Master of the House
- 1925: The Man Who Found Himself
- 1932: The Son-Daughter
- 1932: Rasputin: Der Dämon Rußlands (Rasputin and the Empress)
- 1933: The Power and the Glory
- 1933: The Kennel Murder Case
- 1933: Dr. Bull (Doctor Bull)
- 1934: Wir senden Sonne (Stand Up and Cheer!)
- 1934: Orient Express
- 1935: Star of Midnight
- 1936: Gefährliche Fracht (Human Cargo)
- 1936: General Spanky
- 1936: The Ex-Mrs. Bradford
- 1937: Das Leben des Emile Zola (The Life of Emile Zola)
- 1937: Frisco-Express (Wells Fargo)
- 1938: Mannequin
- 1938: Army Girl
- 1939: Geronimo, die Geißel der Prärie (Geronimo)
- 1939: Way Down South
- 1939: The Lone Wolf Spy Hunt
- 1939: Rache für Alamo (Human Conquest)
- 1942: Night Monster
- 1942: Klondike Fury
- 1942: White Cargo
- 1943: Stage Door Canteen
- 1943: Hitler’s Madman
- 1943: Jack London
- 1944: The Monster Maker
- 1944: Enemy of Women
- 1945: Die Liebe unseres Lebens (This Love of Ours)
- 1947: Das Lied vom dünnen Mann (Song of the Thin Man)
- 1947: Verwegene Männer im Sattel (The Last Round-Up)
- 1948: Schlingen der Angst (Sleep, My Love)
- 1952: Gold Fever